# Peperomia ciliaris
Peperomia ciliaris är en pepparväxtart som beskrevs av C. Dc.. Peperomia ciliaris ingår i släktet peperomior, och familjen pepparväxter. Inga underarter finns listade i Catalogue of Life.